# Puccinellia nipponica
Puccinellia nipponica är en gräsart som beskrevs av Jisaburo Ohwi. Puccinellia nipponica ingår i släktet saltgrässläktet, och familjen gräs. Inga underarter finns listade i Catalogue of Life.